# Masacrul de la Peterloo

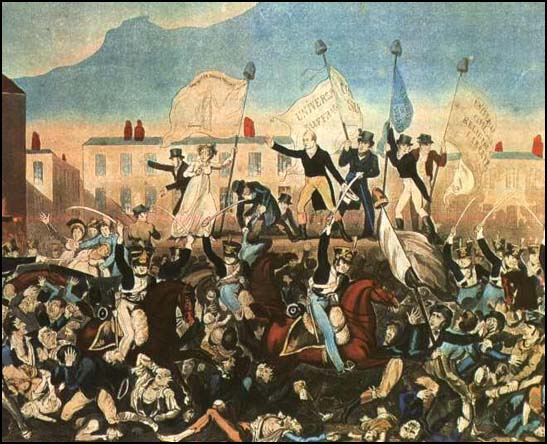
Pictură reprezentând Masacrul de la Peterloo

Masacrul de la Peterloo a fost o revoltă pașnică a 60.000 - 80.000 muncitori britanici la data de 16 august 1819, pe câmpia St Peter's Field din Manchester, Anglia, care solicitau reformarea legislației privind reprezentarea parlamentară. Dar ca urmare a intervenției cavaleriei pentru oprimarea revoltei, la cererea autorităților, au rezultat 15 morți și 400 - 700 răniți.
Denumirea evenimentului este un joc de cuvinte, care a apărut în cotidianul Manchester Observer, fiind o combinație între numele Bătăliei de la Waterloo și numele locului revoltei.